# Poľana (Niedere Tatra)
Die Poľana ist ein 1890 m n.m. hoher Berg in der Niederen Tatra. Er befindet sich am Hauptkamm des Gebirges zwischen den Bergen Kotliská (1937 m n.m.) westlich und Dereše (2004 m n.m.) östlich von Poľana, im Ďumbierske Tatry genannten Teil der Niederen Tatra, und ist Teil des slowakischen Nationalparks Niedere Tatra. Der Gipfel ist zwischen den Gemeinden Dolná Lehota (Okres Brezno, Banskobystrický kraj), Lazisko und Demänovská Dolina (beide Okres Liptovský Mikuláš, Žilinský kraj) geteilt.
Der kahle Berg befindet sich in dem aus Granit bestehenden Teil des Gebirges. Am Bergfuß enden in Karen drei Täler, nämlich Krížska dolina im Nordwesten, Demänovská dolina im Nordosten und Vajskovská dolina im Süden. Am Berg beginnt ein nach Norden verlaufender Seitenkamm mit Bergen wie Bôr (1888 m n.m.) und Siná (1560 m n.m.) Richtung Gemeinden Lazisko und Pavčina Lehota.

## Tourismus
Die Poľana ist nur zu Fuß erreichbar. Über den Gipfel passiert ein rot markierter Wanderweg zwischen dem Sattel Hiadeľské sedlo und Chopok, hier Teil des Europäischen Fernwanderwegs E8 und zugleich des slowakischen Fernwanderwegs Cesta hrdinov SNP. Talwärtige Anschlüsse gibt es Richtung Abzweig Demänovská jaskyňa Slobody über den Bôr oder in die Gemeinde Demänovská Dolina über den benachbarten Sattel Sedlo Poľany  (1837 m n.m.) (beide gelb markiert).